# Lycée Stéphen-Liégeard

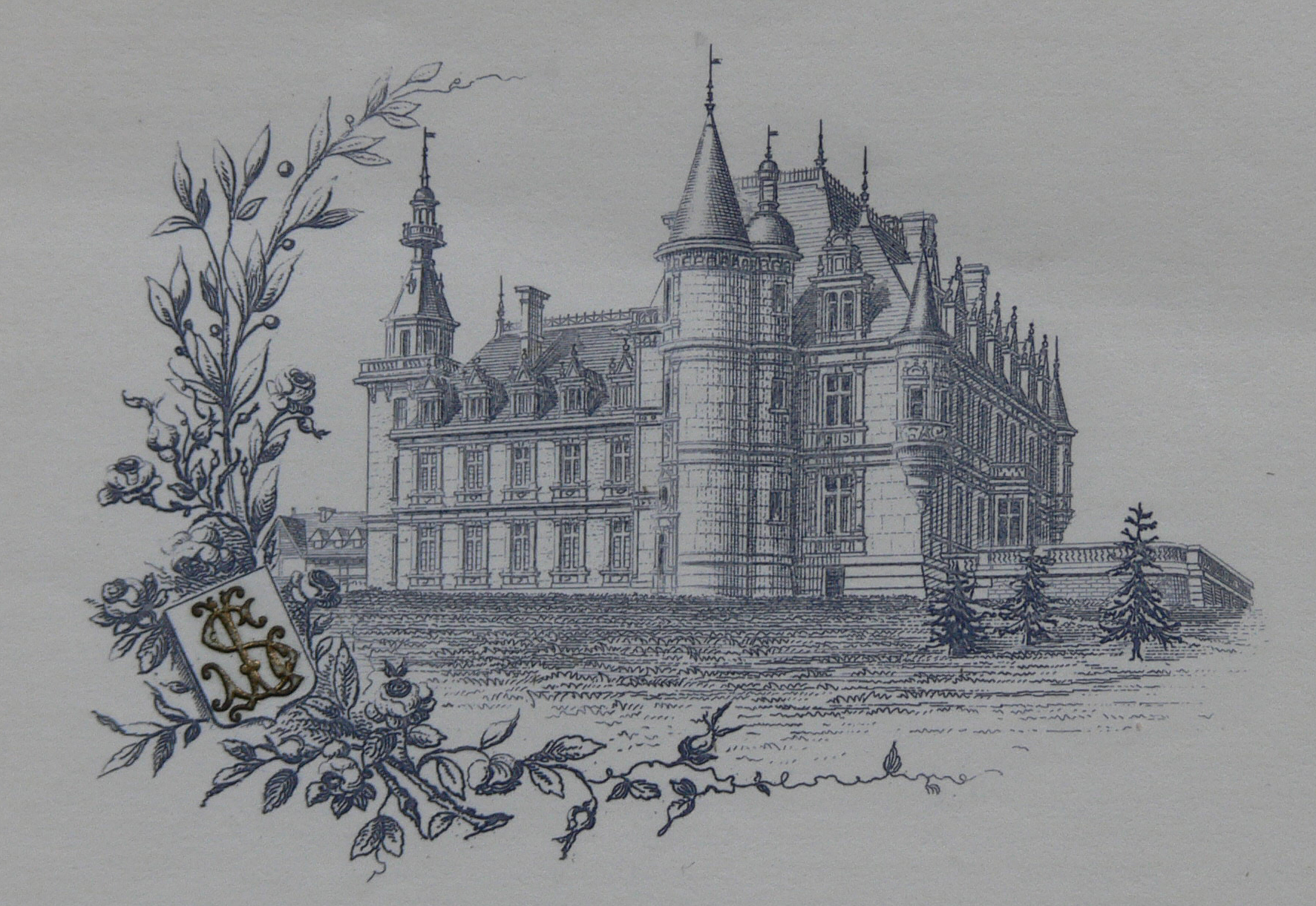
Le château de Brochon, représenté sur le papier à lettres de Stéphen Liégeard

Le lycée Stéphen-Liégeard est un lycée français situé à Brochon, en Côte-d'Or (région Bourgogne-Franche-Comté ; académie de Dijon). Autonome depuis 1964, il est installé en partie dans le château de Brochon, bâti par Stéphen Liégeard.

## Classement du Lycée
En 2015, le lycée se classe 4e sur 19 au niveau départemental quant à la qualité d'enseignement, et 660e au niveau national. Le classement s'établit sur trois critères : le taux de réussite au bac, la proportion d'élèves de première qui obtient le baccalauréat en ayant fait les deux dernières années de leur scolarité dans l'établissement, et la valeur ajoutée (calculée à partir de l'origine sociale des élèves, de leur âge et de leurs résultats au diplôme national du brevet).

## Les bâtiments
Ce château néorenaissance a été construit de 1895 à 1899 par Stéphen Liégeard en s'inspirant de plusieurs châteaux de la Loire, notamment celui d'Azay-le-Rideau. Stéphen Liégeard avait un fils, Gaston Liégeard, mort en 1953, célibataire et sans enfant. Il a légué le château à son neveu, qui a refusé la succession ; la ville de Dijon et le conseil général de la Côte-d'Or n'ayant pas non plus accepté le bâtiment, celui-ci est passé à l'État, qui en a fait un lycée d'enseignement général. L'ensemble se compose aujourd'hui du château, du parc, d'un bâtiment moderne d'enseignement jouxtant un internat et de quelques bâtiments annexes.
Le château a servi de réfectoire et d'internat de jeunes filles et comporte aussi des salles notamment pour l’option théâtre et art plastique, ainsi que l'option musique. Un premier bâtiment originel d'enseignement abrite aujourd'hui l'infirmerie.

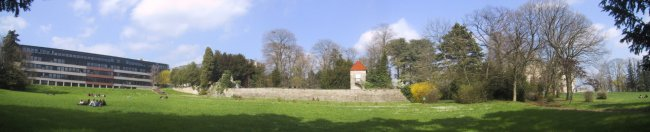
Panorama du lycée Stéphen-Liégeard

Les bâtiments modernes, construits en 1962, le long de la route des Grands Crus, abritent un sous-sol qui comporte 5 salles de cours, un rez-de-chaussée qui comporte 3 salles informatiques, 3 bureaux et 3 étages comportant chacun 12 salles de cours dont 2 autres salles informatiques. Ils se composent aussi d’un bâtiment administratif, d’un internat (mixte depuis 2006) qui comporte 135 places en 2014 et d'un self. Une Maison des lycéens, dédiée à la détente des élèves, jouxte l'ensemble.
Le parc, dont l'entrée principale est gardée par la loge du concierge, voisine d'un petit abri-garage, a conservé en partie son agencement initial. Il est d’une superficie d’environ cinq hectares et abrite une roseraie ainsi que le pavillon Crébillon. À son extrémité se trouve le gymnase ainsi que des terrains d'EPS.
La construction des nouveaux bâtiments a entraîné la disparition de la serre et du potager : il existait une orangerie, une plantation de figuier située à la place de l’actuel bâtiment administratif.

## Historique du lycée
- L’Éducation nationale a d'abord affecté le château de Brochon comme annexe du lycée de jeunes filles Marcelle-Pardé de Dijon au milieu des années 1950. Le bâtiment est devenu quelques années plus tard une annexe du lycée Carnot de Dijon. L'internat a longtemps été réservé aux filles jusqu'en 2006.
- Le 1er janvier 1964, l’établissement acquiert son autonomie. Il prend un peu plus tard le nom de « lycée Stéphen-Liégeard ». Bâtisseur du château de Brochon, Stéphen Liégeard (1830-1925) fut un avocat, haut fonctionnaire, homme politique, écrivain et poète français. Il est l’inventeur du terme « Côte d’Azur » et inspira à Alphonse Daudet le personnage du « sous-préfet aux champs » des Lettres de mon moulin.

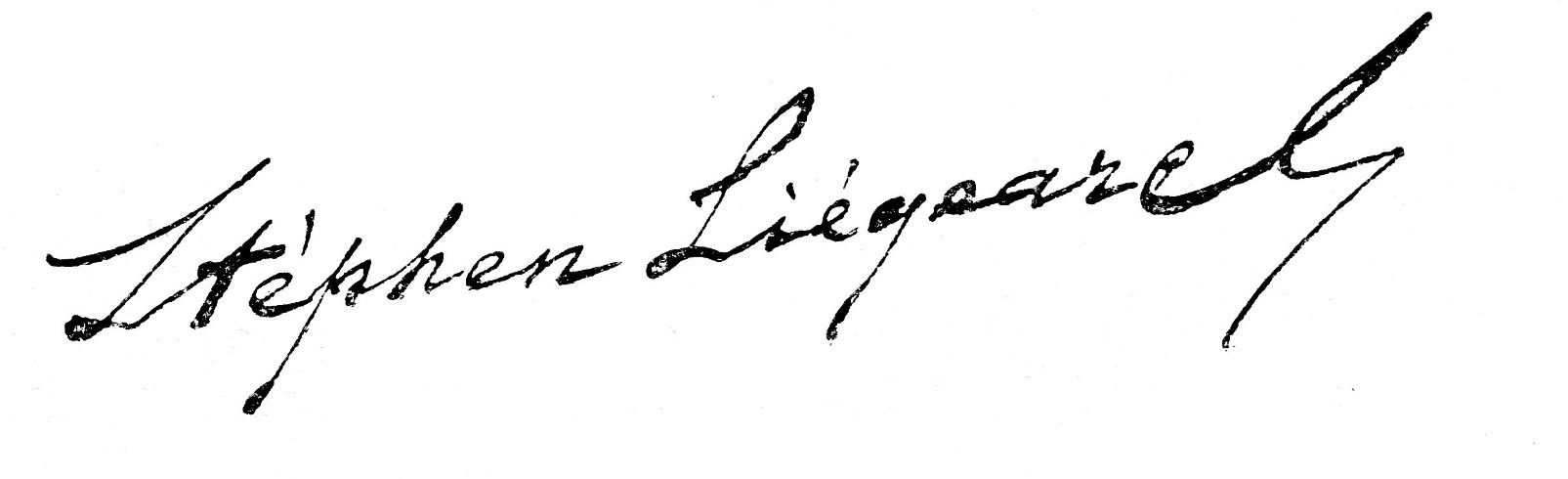
Signature de Stéphen Liégeard.
Stéphen Liégeard avant 1900.

- C'est dans ce lycée qu'Arnaud Montebourg, originaire du village voisin de Fixin, a passé son baccalauréat.

- Depuis 1964, les proviseurs suivants se sont succédé :

| Années      | Nom du proviseur |
| ----------- | ---------------- |
| 1964 - 1981 | Mlle Beral       |
| 1981 - 1985 | Mme Vailleau     |
| 1985 - 1988 | Mlle Grange      |
| 1988 - 1992 | M. Bernard       |
| 1992 - 1997 | M. Theis         |
| 1997 - 2000 | Mme Rabate       |
| 2000 - 2007 | M. Gey           |
| 2007 - 2011 | Mme Lussiana     |
| 2011 - 2020 | M. Lanternier    |
| 2020 - 2022 | M. Brassac       |
| 2022 -      | M. Petit         |

L'évolution des effectifs par niveau depuis 2009
| Années      | Secondes | Premières | Terminales | BTS | Total |
| ----------- | -------- | --------- | ---------- | --- | ----- |
| 2009 - 2010 | 204      | 193       | 222        | 39  | 658   |
| 2010 - 2011 | 258      | 171       | 196        | 35  | 660   |
| 2011 - 2012 | 264      | 185       | 172        | 41  | 662   |
| 2012 - 2013 | 261      | 207       | 182        | 43  | 693   |
| 2013 - 2014 | 275      | 212       | 199        | 41  | 727   |
| 2014 - 2015 | 296      | 233       | 212        | 34  | 775   |
| 2015 - 2016 | 266      | 236       | 234        | 36  | 772   |
| 2016 - 2017 | 304      | 234       | 244        | 36  | 818   |
| 2017 - 2018 | 295      | 266       | 231        | 29  | 821   |
| 2018 - 2019 | 306      | 238       | 263        | 32  | 829   |
| 2019 - 2020 | 261      | 262       | 252        | 15  | 790   |
| 2020 - 2021 | 272      | 229       | 287        | /   | 788   |
| 2021-2022   | 276      | 252       | 224        | /   | 752   |
| 2022-2023   | 277      | 264       | 252        | /   | 793   |

- L’évolution des effectifs garçons-filles depuis 2004 :

| Années      | Filles | Garçons | Total |
| ----------- | ------ | ------- | ----- |
| 2004 - 2005 | 558    | 250     | 812   |
| 2005 - 2006 | 550    | 271     | 821   |
| 2006 - 2007 | 524    | 278     | 802   |
| 2007 - 2008 | 497    | 291     | 788   |
| 2008 - 2009 | 457    | 271     | 728   |
| 2009 - 2010 | 418    | 240     | 658   |
| 2010 - 2011 | 420    | 240     | 660   |
| 2011 - 2012 | 419    | 243     | 662   |
| 2012 - 2013 | 424    | 269     | 693   |
| 2013 - 2014 | 428    | 299     | 727   |
| 2014 - 2015 | ----   | ----    | 775   |
| 2015 - 2016 | ----   | ----    | 772   |

## Le lycée aujourd'hui
- Les effectifs du lycée varient ces dernières années entre 650 et 850 élèves[4] (727 en 2014 : 299 garçons et 428 filles)[5].
- L'établissement compte en 2014 58 % de filles compte tenu de son internat longtemps réservé aux filles.
- Les taux de réussite au baccalauréat sont, depuis 2010, supérieurs au taux national dans toutes les filières[6].
- Au cours de l'année 2015, une journée citoyenne fut réalisée en raison des attentats du 7 janvier, l’événement fut renouvelé le 1er avril 2016 en raison des récents attentats du 13 novembre. Des informations sur ces journées et des films résumés [7],[8]de ces journées sont disponibles sur le site du lycée[9].

Le lycée propose également des options facultatives telles que : 
- option théâtre
- option EPS ( VTT, escalade, course d'orientation)
- option arts plastiques
- option musique
- option classe européenne :

•mathématiques, histoire-géographie, ou sciences de la vie et de la Terre en anglais 
•sciences économiques et sociales en espagnol

## L'Association des amis du château Stéphen Liégeard de Brochon
Créée en 1994, l'Association des amis du château Stéphen Liégeard de Brochon s'est donné pour but de promouvoir la connaissance de ce patrimoine bourguignon, d'effectuer des recherches sur la famille Liégeard, de rassembler des souvenirs et de célébrer le centenaire de l'édifice, en 1998. En partenariat avec le conseil régional de Bourgogne, le lycée Stéphen-Liégeard et la commune de Brochon, cette association organise, en été, des visites guidées du château et du parc, réhabilité par les soins de l'ONF.

## Élèves connus
- Arnaud Montebourg